# Џими Хендрикс
Џони Ален Хендрикс (енгл. Johnny Allen Hendrix; Сијетл, 27. новембар 1942 — Кенсингтон, 18. септембар 1970), познат као Џејмс Маршал „Џими” Хендрикс (енгл. James Marshall "Jimi" Hendrix), био је амерички музичар, певач, текстописац, гитариста, иноватор и културна икона. Сматра се једним од најутицајнијих и најталентованијих гитариста у историји рок музике. Био је оснивач и фронтмен рок бенда Џими Хендрикс експиријенс, основаног 1966. Светску славу је стекао 1967. наступом на Монтерејском поп фестивалу (Наступ је забележен на документарном филму Д. А. Пенебејкера Jimi Plays Monterey). На Вудстоку 1969. Хендрикс је био главна атракција (наступ је забележен на документарном филму Мајкла Водлија Woodstock). Умро је изненада, 18. септембра 1970. у 27. години живота. Претпоставке о узроку Хендриксове смрти су попримиле митске димензије. Зна се да је ноћ провео са Моником Данеман, својом тадашњом девојком и да је пре спавања узео мешавину вина и таблета за спавање, што је узроковало повраћање у сну и гушење. Спекулише се и да је за Хендриксову смрт крив његов менаџер, који је на тај начин хтео да узме новац од његовог животног осигурања.
Џими Хендрикс је 2005. примљен у америчку Рокенрол кућу славних и британску Музичку кућу славних. На Холивудском пролазу славних постављена је 1994. његова звезда. На ранг листи часописа Ролинг стоун "100 највећих гитариста свих времена”, Хендрикс се нашао на првом месту. Гитаристичку каријеру је почео као петнаестогодишњак, купивши за пет долара прву гитару. Године 1959, отац му је купио електричну гитару марке Supro Ozark.

## Порекло и детињство
Џими Хендрикс имао је разноврсно наслеђе. Његова бака по оцу, Зенора "Нора" Роуз Мур, била је Афроамериканка и једна четвртина Чирокија. Хендриков деда, Бертран Филандер Рос Хендрикс (рођен 1866), рођен је из ванбрачне везе између жене Фани и трговаца житом из Урбане, Охаја или Илиноиса, једног од најбогатијих људи тог подручја у то време.
Након што су се Хендрикс и Мур преселили у Ванкувер, Британска Колумбија, Канада, имали су сина којег су именовали Џејмс Ален Хендрикс, рођеног 10. јуна 1919; породица га је звала "Ал". 1941. године, након пресељења у Сијетл, Ал је на плесу упознао Лусил Џетер (1925—1958); венчали су се 31. марта 1942. Лусилин отац (Џимијев мајчин деда) био је Престон Џетер (рођен 1875), чија се мајка родила у сличним околностима као Бертран Филандер Рос Хендрикс. Лусилина мајка, рођена Кларис Ловсон, имала је афроамеричке чирокијске претке.
Џони Ален Хендрикс рођен је 27. новембра 1942. године у Сијетлу; био је прво од Лусилиних петоро деце. 1946. године, Џонијеви родитељи су променили име у Џејмс Маршал Хендрикс, у част Ала и његовог покојног брата Леона Маршала.
Смештен у Алабами у време Хендриксвог рођења, Ал је био ускраћен за стандардно војно путовање које је пружано војницима за порођај; његов заповедник га је сместио у затвор да га спречи да оде да види свог новорођеног сина у Сијетлу. Два месеца је био затворен без суђења, а док је био у затвору примио је телеграм којим је сазнао за рођење свог сина. Током Аловог трогодишњег одсуства, Лусил се борила да одгаја њиховог сина. Кад је Ал био у одсуству, за Хендрикса су се највише бринули чланови породице и пријатељи, посебно Лусилина сестра Долорес Хал и њена пријатељица Дороти Хардинг.
Ал је добио почасни отпуст од америчке војске 1. септембра 1945. Два месеца касније, неуспевајући да нађе Лусил, Ал је отишао у Беркли, Калифорнију, дом породичне пријатељице по имену госпође Чамп, која се бринула и покушавала да усвоји Хендрикса; Овде је Ал први пут видео свог сина.
Након повратка из службе, Ал се поновно окупио са Лусил, али његова неспособност да пронађе стабилан посао оставила је породицу осиромашеном. Обоје су се борили с алкохолом и често се свађали у пијаном стању. Насиље је Хендрикса понекад натерало да се повуче и сакрије у ормару у њиховој кући. Његова веза са братом Леоном (рођен 1948) била је блиска, али несигурна; с Леоном је био у хранитељској породици и ван ње, живели су са готово сталном претњом братске одвојености. Поред Леона, Хендрикс је имао троје млађе браће и сестара: Јосефа, рођеног 1949, Кејти 1950, и Памелу, 1951, којих су се Ал и Лусил одрекли и ставили их на усвајање.
Породица се често селила, одседајући у јефтиним хотелима и апартманима широм Сијетла. Понекад би чланови породице одвели Хендрикса у Ванкувер да остане код баке. Пошто је био стидљив и осетљив дечак, дубоко су га погодила његова животна искуства. У каснијим годинама, девојци се поверио да је био жртва сексуалног злостављања од стране мушкарца у униформи. 17. децембра 1951. године, када је Хендриксу било девет година, родитељи су се развели; суд је Алу одобрио старатељство над њим и Леоном.

## Први инструменти
У основној школи Хорас Ман у Сијетлу током средине 1950-их, Хендриксова навика да носи метлу са собом како би опонашао гитару привукла је пажњу социјалног радника ове школе. Након више од годину дана свог приањања за метлу, социјална радница је написала писмо у којем је затражила финансирање школе намењену малолетној деци, инсистирајући да остављање њега без гитаре може резултирати психолошком штетом. Њени напори су пропали, а Ал је одбио да му купи гитару.
Године 1957. док је помагао оцу на споредним пословима, Хендрикс је пронашао укулеле међу смећем које су одвозили из куће старије жене. Рекла му је да може да задржи инструмент који је имао само једну жицу. Учећи на ухо, свирао је појединачне ноте, пратећи песме Елвиса Преслија, посебно "Hound Dog".
До 33. године Хендриксова мајка Лусил добила је цирозу јетре, а 2. фебруара 1958. умрла је када јој је пукла слезина. Ал је одбио повести Џејмса и Леона на сахрану њихове мајке; уместо тога им је давао шотове вискија и упућивао их како мушкарци треба да се носе са губитком. 1958. године, Хендрикс је завршио студије у Вашингтонској средњој школи и почео да похађа, али није дипломирао на Гарфилд Хају.
Средином 1958. године, у доби од 15 година, Хендрикс је набавио своју прву акустичну гитару за 5 долара (што је 44 долара у 2019. години). Свакодневно је свирао сатима, гледајући друге и учећи од искуснијих гитариста и слушајући блуз извођаче као што су Мади Вотерс, Б.Б. Кинг, Хаулин Вулф и Роберт Џонсон.
Прва мелодија коју је Хендрикс научио да свира била је телевизијска тема "Peter Gun". Отприлике у то време Хендрикс се дружио са пријатељем из детињства Самијем Драином и његовим братом који је свирао на клавијатури. 1959. године, похађајући концерт у Сијетлу, Хендрикс је упознао гитаристу Билија Дејвиса. Дејвис му је показао неколико гитарских трикова и заједно су свирали на концерту. Њих двоје су остали пријатељи све до Хендриксове смрти 1970.
Убрзо након што је набавио акустичну гитару, Хендрикс је основао свој први бенд, Velvetones. Без електричне гитаре, једва је могао да се чује преко звука групе. Након отприлике три месеца, схватио је да му треба електрична гитара. Средином 1959. године његов се отац попустио и купио му бели Supro Ozark. Хендриксова прва свирка била је с неименованим бендом у Jaffe Room у Сијетловом Temple De Hirsch, али отпустили су га пре него што је заиста засвирао.
Придружио се Rocking Kings-има који су професионално свирали на местима као што је Birdland club. Када му је украдена гитара, након што је преко ноћи оставио то у бекстејџу, Ал му је купио црвени Silvertone Danelectro.

## Војна служба
Пре него што је Хендрикс напунио 19 година, власти су га два пута ухватиле како се вози у украденим аутомобилима. С обзиром на избор између затвора или уласка у војску, изабрао је војску и уписао се 31. маја 1961. Након што је завршио осам недеља основне обуке у Форт Орду у Калифорнији, премештен је у 101. ваздухопловну дивизију и стациониран у Форт Кембелу у Кентакију.

Стигао је 8. новембра, а убрзо након тога написао је оцу:
"Овде нема ништа сем физичког тренинга и узнемиравања две недеље, па кад крене скок вежбање ... дођеш до пакла. Они вас муче до смрти, муке и борбе."
У свом следећем писму кући, Хендрикс, који је гитару оставио у Сијетлу код куће своје девојке Бети Џин Морган, замолио је оца да му је пошаље што је пре могуће, наводећи: "Стварно ми треба сада. " Његова очита опседнутост инструментом допринела је запостављању његових дужности, што је довело до подругљивог и физичког злостављања од стране вршњака, који су бар једном сакрили гитару од њега док није молио за повратак.
У новембру 1961. године, војник Били Кок прошао је поред војног клуба и чуо Хендрика како свира. Импресиониран Хендриксовом техником, коју је Кок описао као комбинацију "Џон Ли Хукера и Бетовена", Кок је позајмио бас гитару и њих двојица су кренула да свирају заједно. После неколико недеља су почели да наступају у малим клубовима с осталим музичарима у слабо организованом саставу, The Casuals.
Хендрикс је завршио обуку падобранаца за само нешто више од осам месеци, а генерал мајор Ц. В. Г. Рич доделио му је 11. јануара 1962. престижну медаљу Screaming Eagles. До фебруара је његово понашање је постало горе примао је само критике од стране надређених. Етикетирали су га неквалификованим борцем и често су га хватали како спава док је био на дужности.

Дана 24. маја, Хендриков наредник, Џејмс. К. Спирс, поднео је извештај у којем је изјавио:
"Нема никаквог интереса за војску ... Мислим да војник Хендрикс никада неће достићи стандарде који се захтева војска. Осећам да ће војна служба имати користи ако га буде отпустила што пре могуће. "
29. јуна 1962. Хендриксу је додељено генерално отпуштање под часним условима. Касније је Хендрикс говорио о својој небризи за војску и лагао да је примио лекарско боловање након што је сломио глежањ током свог 26. скока падобраном.

## Каријера

### Ране године
У септембру 1963. године, након што је Кок отпуштен из војске, он и Хендрикс преселили су се двадесетак миља преко државне линије од Форт Кембел до Кларксвила, Тенеси, и формирали бенд, the King Kasuals. У Сијетлу, Хендрикс је видео како Буч Снајпс свира зубима, а сада је и други гитариста Кежуала, Алфонсо "Баби Бу" Јанг, извео овај гитарски трик.

Хендрикс је такође научио да свира на овај начин. Касније је објаснио:
"Идеја да то учиним дошла ми је у Тенесију. Тамо доле мораш да свираш зубима или ћеш бити упуцан. По читавој бини разбацани су поломљени зуби."
Иако су почели да свирају слабо плаћене свирке на нејасним просторима, бенд се на крају преселио у Џеферсон Стрит у Нешвилу, који је био традиционално срце градске црне заједнице и дом успешног ритма и блуз музичке сцене. Поред свирања у сопственом бенду, Хендрикс је наступао као пратећи музичар за разне соул, Р&Б и блуз музичаре, међу којима су Вилсон Пикет, Слим Харпо, Сем Кук, Ике и Тина Тарнер и Џеки Вилсон.
У јануару 1964. године, осетивши да је уметнички ограничен и фрустриран поштовањем правила бенда, Хендрикс је одлучио да се сам одважи. Уселио се у хотел Тереса у Харлему, где се спријатељио са Литофејн Приџон, познатом као "Феј", која му је постала девојка. Родом из Харлема, спровела је Хендрикса кроз музичку сцену тог подручја, Приџон му је пружила уточиште, подршку и охрабрење.
Хендрикс је такође упознао Ален близанце, Артура и Алберта. Хендрикс је у фебруару 1964. освојио прву награду на такмичењу аматера Театра Аполо. У нади да ће обезбедити прилику за каријеру, свирао је у Харлем клупском кругу и седео са разним бендовима. На препоруку бившег сарадника Џоа Тека, Рони Ајзли одобрио је Хендриксу аудицију која је довела до понуде да постане гитариста са бек-ап бендом  the I.B. Specials, коју је он прихватио.

### Прва снимања
У марту 1964. године, Хендрикс је снимио дводелни сингл "Testify" са браћом Ајзли. Објављен у јуну, али није успео да се пласира. У мају је обезбедио гитарске инструменте за песму "Mercy Mercy". Трака коју је у августу издао Rosemart Records и дистрибуирао Атлантик, нумера је достигла број 35 на Билбордовој листи.
Хендрикс је свирао са Ајзлима током већег дела 1964. године, али крајем октобра, пошто се уморио од свирања истог сета сваке вечери, напустио је бенд. Убрзо након тога, Хендрикс се придружио турнејском саставу Литл Ричарда, the Upsetters . Током заустављања у Лос Анђелесу у фебруару 1965. године, снимио је свој први и једини сингл са Ричардом "I Don't Know What You Got (But It's Got Me)".
Ричардова популарност је у то време опала, а сингл је достигао 92. место, где је остао недељу дана пре него што је пао са листе. Хендрикс је упознао певачицу Росу Ли Брукс током боравка у хотелу Вилкок у Холивуду, и она га је позвала да учествује у сесији снимања свог сингла, који је укључивао Артур Лија и "My Diary" на А-страни плоче, и ""Utee" на Б-страни. Хендрикс је свирао гитару на обе нумере, што је такође укључивало Лијине позадинске вокале. Један сингл није успео да се пласира, али Хендрикс и Ли су започели пријатељство које је трајало неколико година; Хендрикс је касније постао горљиви поборник Ли бенда "Love".
У јулу 1965. године, Хендрикс је имао први телевизијски наступ наступио у ноћном возу Нешвил Канал 5. Наступајући у ансамблу Литл Ричарда, подржао је вокале Бадија и Стејсија на "Shotgun" Видео снимак емисије означава најстарије познате снимке извођења Хендрикса. Ричард и Хендрикс често су се сукобљавали око кашњења, гардеробе и Хендриксових сценских промена, а крајем јула Ричардов брат Роберт га је отпустио.
Дана 27. јула Хендрикс је потписао свој први уговор о снимању са Југи Мареј за Sue Records and Copa Management. Затим се накратко придружио браћи Ајзли и снимио други сингл са њима, "Move Over and Let Me Dance", и "Have You Ever Been Disappointed".
Упркос двогодишњем уговору са Су, Хендрикс је потписао трогодишњи уговор о снимању са предузетником Едом Чалином 15. октобра. Док је пословна веза са Чалином била краткотрајна, његов уговор је остао на снази, што је касније проузроковало правне и каријерне проблеме Хендриксу.
Осећајући се ограничено са својим искуством као РнБ гитариста, Хендрикс се преселио 1966. године у Greenwich Village, који је имао живахну и разноврсну музичку сцену. Тамо су му понудили пребивалиште у кафеу Cafe Wha? и основао је свој властити бенд тог јуна, Jimmy James and the Blue Flames, у који је био укључен и будући гитариста Spirit-a Ренди Калифорнија. и материјал који ће ускоро користити у The Jimi Hendrix Experience. У септембру су одржали неке од својих последњих концерата у Cafe au Go Go, као пратећа група Џона Хамонда Јр.

## The Jimi Hendrix Experience
До маја 1966. Хендрикс се борио да зарађује за живот свирајући Р&Б, па се накратко придружио Кертис Најту и The Squires због ангажмана у једном од најпопуларнијих ноћних клупа Њујорка, Cheetah club. Током наступа, Линда Кит, девојка гитаристе Rolling Stones-a Кит Ричардса, приметила је Хендрикса и била је очарана његовом свирком. Позвала га је да јој се придружи на пиће, и њих двоје су постали пријатељи.
Док је Хендрикс свирао са Џимијем Џејмсом и Плавим пламеном, Кит га је препоручио менаџеру Стонса Ендруу Лугу Олдхаму и продуценту Сејмору Штајну. Нису успели да сагледају Хендриксов музички потенцијал и одбили су га. Кит га је упутио Чејс Чендлеру који је напуштао бенд The Animals и који је био заинтересован за управљање и продукцију уметника. Чендлер је видео Хендрикса како свира у cafe Wha? у Greenwich Village ноћном клубу Њујорка. Чендлер је волео песму „Hey Joe” Билија Робертса, и био је уверен да би могао да створи хит сингл са правим извођачем.
Импресиониран Хендриксовом верзијом песме, довео га је у Лондон 24. септембра 1966, и потписао га са менаџментом и продукцијским уговором са собом и бившим менаџером The Animals-a Мајклом Џефријем. 24. септембра Хендрикс је одржао импровизовани соло наступ у The Scotch of St James, а касније те ноћи започео је везу са Кејти Ечингтем која је трајала две и по године.
Након Хендриксова доласка у Лондон, Чендлер је почео да регрутује чланове за бенд дизајниран да истакне његове таленте, The Jimi Hendrix Experience. [Хендрикс се упознао са гитаристом Ноелом Редингом на аудицији за New Animals, где је Редингово знање блуза импресионирало Хендрикса, који је изјавио да му се такође свиђа Редингова фризура.
Чендлер је питао Рединга да ли жели да свира бас гитару у Хендриксовом бенду; Рединг се сложио. Чендлер је почео да тражи бубњара и убрзо након заједничког пријатеља контактирао је Мича Мичела. Мичел, који је недавно био отпуштен из Плавог Пламена, учествовао је у проби са Редингом и Хендриксом, где су пронашли заједничко место у заједничком интересовању за ритам и блуз. Кад је Чендлер тога дана позвао Мичела да му понуди положај, он је спремно прихватио. Чендлер је такође убедио Хендрикса да промени правопис свог имена из Jimmy у егзотичнијe Jimi.

Дана 1. октобра 1966. Чендлер је Хендрикса довео у Лондонску политехнику у улици Регент, где је требало да наступи Крим и где су се срели Хендрикс и гитариста Ерик Клептон. Касније је Клептон рекао: 
"Питао је може ли одсвирати неколико песама. Рекао сам:" Наравно ", али имао сам смешан осећај за њега."

На пола Кримовог сета, Хендрикс је ступио на позорницу и извео своју верзију песме "Killing Floor". Клептон је 1989. описао перформанс: 
"Свирао је баш сваки стил којег можеш да се сетиш, и то не на блистав начин. Мислим, урадио је неколико својих трикова, попут свирања зубима и иза леђа, али није то уопште није било некако превише, то је било то... Он је отишао, а мој живот више никада није био исти."

### Are You Experienced
Након успеха британске топ листе, прва два сингла, "Hey Joe" и "Purple Haze", бенд је започео састављање материјала за целокупни ЛП. Албум Are You Experienced садржи разноврсност музичких стилова, укључујући блуз нумере попут "Red House" и "Highway Chile", и Р&Б песму "Remember". Такође је обухватио експериментални научнофантастични комад "Third Stone from the Sun” и пост-модерне звучне снимке, са истакнутом гитаром и бубњевима. "I Don't Live Today" послужио је као медијум за Хендриксову импровизацију за гитару, а "Fire" је била подстакнута Мичеловим бубњем.

Објављен у Великој Британији 12. маја 1967. године, "Are You Experienced " провело 33 недеље на листама, достигнувши број два. Спречено је да дођу на прво место због Битлса и њиховог Sgt. Pepper's Lonely Hearts Club Band. 4. јуна 1967. Хендрикс је отворио представу у Saville Theatre у Лондону са својим издањем трака са Битлсовог албума који је објављен само три дана раније. Тадашњи менаџер "Битлса" Брајан Епштајн био је власник Савила, а наступу су присуствовали и Џорџ Харисон и Пол Макартни. Макартни је описао тренутак:
"Завесе су одлетеле уназад, а он је ишао напред напред свирајући "Sgt. Pepper'". То је прилично велики комплимент у нечијој књизи. То сам ставио као једно од великих признања у мојој каријери." 
1989. године Ноа Голдвајзер, оснивач уредника часописа Guitar World, описао је  Are You Experienced као "албум који је уздрмао свет... који никада неће бити исти". 2005. године Rolling Stone је албум почаствовао дуплим платинумом. Такође наводе да је Хендриксов "епохални деби", који је сврстан као 15. највећи албум свих времена, и његово "искориштавање појачала" и окарактеризирајући његово свирање гитаре као "запаљиво...историјско само по себи".

### Woodstock
До 1969. године Хендрикс је био најплаћенији рок музичар на свету. У августу се дешавао сајам музике и уметности Woodstock који је обухватио многе најпопуларније бендове тог времена. За концерт је додао ритам гитаристу Ларија Лија и свираче конга Јума Султана и Џери Велеза. Бенд је вежбао мање од две недеље пре наступа, а према Мичелу, никада се нису музички повезали. Пре него што је стигао на ангажман, Хендрикс је чуо извештаје да је величина публике енормно порасла, што га је забринуло јер није волео да наступа за велику публику. Био је важан за догађај, иако је за наступ прихватио знатно мање новца од уобичајеног хонорара, био је најплаћенији извођач фестивала.
Хендрикс је одлучио да премести свој поноћни недељни термин у понедељак ујутро, затварајући шоу. Бенд је на позорницу ступио око 8:00 сати, до тада је Хендрикс био будан више од три дана. Публика, која је досегла 400.000 људи, смањена је на 30.000-40.000, од којих су многи једва чекали да виде Хендрикса. Фестивал MC, Chill Monk, представио је групу као "The Jimi Hendrix Experience" али Хендрикс је појаснио: "Одлучили смо променити целу ствар око себе и назвали је 'Gypsy, Sun and the Rainbows'. Укратко, то није ништа него ' Band of Gypsies '."
Хендриксов наступ укључивао је и свирање америчке државне химне, "The Star-Spangled Banner", с гитарским изобличењима који су опонашали звукове ракета и бомби. Савремени политички стручњаци описали су његово свирање као изјаву против рата у Вијетнаму. Три недеље касније Хендрикс је рекао:
"Сви смо ми Американци... било је то као "Идемо Америка!"... Ми то свирамо по стању ваздуха у Америци тренутно. А ваздух је мало статичан, видите.
Бесмртна у документарном филму из 1970. године, Woodstock, његова верзија на гитари постаће део Zeitgeist-а. шездесетих година. Поп критичар Ал Ароновиц из Њујорк Поста написао је: 
"Био је то најелектричнији тренутак Woodstockа, и вероватно је то био највећи тренутак шездесетих година." Хендрикс и његова јакна с ресицама, црвена марама на глави и плаве фармерке сматрају се иконичним сликама које су забележиле одлучујући тренутак ере." 
Свирао је "Hey Joe" током биса, затварајући 3 1⁄ 2 дневни фестивал. По изласку са позорнице, он се срушио од исцрпљености. 2011. године, уредници Guitar World-а назвали су његов перформанс "The Star-Spangled Banner"-a највећим перформансом свих времена.

## Дрога и алкохол
Хендрикс је у јулу 1962. године ушао у мали клуб у Кларксвилу, Тенесију, привучен музиком. Зауставио се на пићу и на крају потрошио већину од 400 долара које је сачувао за време свог боравка у војсци. "Ушао сам у овај џез-џоинт и попио пиће", објаснио је. "Свидело ми се и остао сам. Људи ми кажу да сам понекад глуп, добронамеран. У сваком случају, претпостављам да сам се тог дана осећао стварно добронамерно. Морао сам да предајем рачуне свима који су ме питали. Изашао сам с тог места са шеснаест долара. " Алкохол је на крају постао "бич његовог постојања, доводећи га до огромног беса, чак и ретких атипичних налета физичког насиља."
Роби и Шрајбер тврде да је Хендрикс први пут користио ЛСД када је упознао Линду Кит крајем 1966. Шапиро и Глебик, међутим, тврде да га је Хендрикс најраније искористио у јуну 1967. године, док је присуствовао Поп Монтереј Поп фестивалу. Према Хендриксовом биографу Чарлсу Кросу, тема о дрогама појавила се једне вечери 1966. године у Китовом стану у Њујорку.
Један од Китових пријатеља понудио је Хендриксу "киселину", назив с улица за ЛСД, али Хендрикс је уместо тога тражио ЛСД, показујући оно што Крос описује као "своју наивност и своје потпуно неискуство с психоделијом". Пре тога, Хендрикс је користио само спорадично дроге, експериментишући са канабисом, хашишом, амфетаминима и повремено кокаином. После 1967. редовно је користио канабис, хашиш, ЛСД и амфетамине, посебно током турнеје. Према Кросу, "само неколико звезда било је уско повезано са културом дроге колико Џими".

### Злоупотреба дрога и насиље
Када је Хендрикс пио мешану дрогу с алкохолом, често је постао љут и насилан. Његов пријатељ Херби Вортингтон рекао је да се Хендрикс "једноставно претворио у копиле" кад би пио. Према пријатељу Шерон Лоренс, ликер је "покренуо љутњу, разорни бес који скоро никада није приказивао".
У јануару 1968. године Experience је отпутовао у Шведску да би започео једнонедељну турнеју по Европи. Током раних јутарњих сати првог дана, Хендрикс је упао у пијану тучу у хотелу Опален у Гетеборгу, разбивши прозор о стакленим плочама и повредио десну руку, због чега је био подвргнут лечењу. Инцидент је кулминирао хапшењем и пуштањем на слободу, до изласка пред суд који је резултирао великом новчаном казном.
1969. године Хендрикс је изнајмио кућу у Бенедикт Кањону у Калифорнији, која је проваљена. Касније, док је био под утицајем дроге и алкохола, оптужио је свог пријатеља Пола Каруса за крађу, желео је да се туче и бацао је камење на њега и отерао га из куће. Неколико дана касније Хендрикс је ударио своју девојку, Кармен Бореро, изнад ока флашом вотке током пијаног, љубоморног стања.

## Смрт
Спорни су детаљи у вези са Хендриксовим посљедњим даном и смрћу. Велики део 17. септембра 1970. провео је код Монике Данеман у Лондону, јединог сведока његових последњих часова. Данеман је рекла да им је припремила оброк у свом стану у хотелу Самарканд око 23:00, када су делили боцу вина. Одвезла га је у резиденцију познаника отприлике у 1:45 ујутро, где је остао око сат времена пре него што га је покупила и одвезла у свој стан у 15:00.
Она је рекла да су разговарали око 7:00 ујутро када је заспала. Пробудила се око 11 сати ујутро и затекла Хендрикса како несвесно дише и не реагује. Позвала је хитну помоћ у 11:18 која је стигла у 11:27. Затим су га превезли у болницу Ст Мари Абот, где га је доктор Џон Банистер 18. септембра прогласио мртвим у 12:45.
Мртвозорник Гавин Турстон наредио је пост мортем преглед који је 21. септембра обавио професор Роберт Доналд Теаре, форензички патолог. Турстон је истрагу завршио 28. септембра и закључио да се Хендрикс угушио сопственим повраћањем и умро од асфиксије док је био пијан барбитуратима. Наводећи "недовољне доказе о околностима", прогласио је отворену пресуду. Данеман је касније открила да је Хендрикс узео девет прописаних Веспарак таблета за спавање, 18 пута више од препоручене дозе.
Десмонд Хенлеј је балзамирао Хендриксово тело које је 29. септембра 1970. пренето у Сијетл. Хендриксова породица и пријатељи одржали су службу у Баптистичкој цркви Дунлап у долини Рајнер у Сијетлу; његово тело је сахрањено на гробљу Гринвуд у Рентону, у Вашингтону, где му је и мајчин гроб. Породица и пријатељи путовали су у 24 лимузине, а сахрани је присуствовало више од 200 људи, укључујући Мича Мичела, Ноела Рединга, Мајлса Дејвиса, Џона Хамонда и Џонија Винтерта.

### Неовлашћена и посмртна издања
До 1967. године, како је Хендрикс добијао на популарности, многи су снимци пре настанка The Jimi Hendrix Experience пласирани јавности као Џими Хендрикс албуми, понекад с погрешним каснијим сликама Хендрикса. Снимци, који су дошли под контролу продуцента Ед Чаплина из ППКС-а, са којим је Хендрикс потписао уговор о снимању 1965. године, често су поново мешани између њихових поновљених наново изданих лиценци.
Хендрикс је јавно демантовао издања, описујући их као "злоћудне" и "значајно инфериорне", наводећи: "На ППКС-у смо провели у просеку око један сат за снимање песме. Данас на сваку песму потрошим најмање дванаест сати." Ова неовлашћена издања дуго су чинила значајан део његовог каталога за снимање, а износила су стотине албума.
Неки од Хендриксовог незавршеног четвртог студијског албума објављени су као наслов из 1971. године The Cry of Love. Иако је албум достигао број три у Америци и број два у Великој Британији, продуценти Мичел и Крамер касније су се жалили да нису могли да искористе све доступне песме, јер су неке нумере коришћене за Rainbow Bridge из 1971. године; остали су издати "War Heroes" из 1972. године.
Материјал из "Cry of Love" објављен је 1997. године као First Rays of the New Rising Sun, заједно са осталим нумерама које су Мичел и Крамер желели да укључе. Четири године након Хендриксове смрти, продуцент Алан Даглас је стекао права на продукцију необјављене музике Хендрикса; привлачио је критике због коришћења студијских музичара за замену или додавање нумера.
1993. MCA Records одгодила је вишемилионску продају Хендриксових издавачких ауторских права јер је Ал Хендрикс био незадовољан аранжманом. Признао је да је продао права дистрибуције страној корпорацији 1974., али је изјавио да то не укључује ауторска права и тврдио је да је задржао право вета на продају каталога. Под нагодбом постигнутом у јулу 1995. године, Ал Хендрикс је поново стекао контролу над правима песама и слика свог сина. Experience Hendrix је у августу 2009. године објавио да је склопио нови уговор о лиценцирању са одељењем Legacy Recordings компаније Sony Music Entertainment, који ће ступити на снагу 2010. године.
Наслеђе и искуство Хендрикса је покренуо каталошки пројекат Џими Хендрикс за 2010. годину, почевши са издавањем "Valleys of Neptune" у марту те године. У месецима пре његове смрти, Хендрикс је снимио демонстрације за концептуални албум који је под насловом "Black Gold", а који је сада у власништву компаније Experience Hendrix LLC, али није објављен.

### Утицаји
Као адолесцент 1950-их, Хендрикс се заинтересовао за рокенрол уметнике попут Елвиса Преслија, Литл Ричарда и Чака Берија. 1968. рекао је за магазин Guitar Player да су га уметници електричног блуза Мади Вотерс, Елморе Џејмс и Б.Б. Кинг надахнули током почетка каријере; он је такође навео Едија Кокрана као рани утицај. О Мади Вотерсу, првом електричном гитаристи којег је Хендрикс постао свестан, рекао је: "Чуо сам један његов запис још као мали дечак, и уплашио ме до смрти кад сам чуо све те звукове." 1970, рекао је Rolling Stone да је обожаватељ уметника веслања Боб Вилса и док је живео у Нешвилу на телевизијској емисији Grand Ole Opry.
Не знам много о џезу. Знам да већина тих мачака не свира ништа осим блуза - знам толико.
- Хендрикс о џез музици

Кок је изјавио да су током боравка у америчкој војсци и Хендрикс и он превасходно слушали јужњачке блуз извођаче као што су Џими Рединг и Алберт Кинг. Према Коку, „Кинг је био веома, веома моћан утицај”. Хаулин Вулф је инспирисао и Хендрикса, који је извео Вулфову "Killing floor" као уводну песму његовог америчког дебија на Montrey Pop Festival-у. Утицај извођача соула Кертис Мејнфилда може се чути у Хендриксовом свирању на гитари, а утицај Боба Дилана може се чути у Хендриксовим текстовима; био је познат по томе што је више пута пуштао Диланове записе, нарочито "Highway 61 Revisited" и "Blonde on Blonde".

## Наслеђе
Све је променио. Шта му све не дугујемо...? За његово монументално поновно покретање културе гитаре; „стандарди тона”, техника, зупчаници, обрада сигнала, ритам свирање, соло гитара, присуство на позорници, гласови акорда, харизма, мода и композиција?... Он је гитарски херој број један.- Магазин Guitar Player, мај 2012.
Биографија Хендрикса из „Rock and Roll Hall of Fame” каже: „Џими Хендрикс је био вероватно највећи инструменталиста у историји рок музике. Хендрикс је проширио опсег и речник електричне гитаре на подручја која се никада раније нису бавили музиком. Његов безгранични погон, техничка способност и креативна примена таквих ефеката као што су вах-вах педала и дисторзија заувек су трансформисали звук рокенрола."
Музиколог Анди Аледорт описао је Хендрикса као" једног од најкреативнијих "и" најутицајнијих музичара који је икада живео ". Музички новинар Чак Филипс написао је: "У пољу готово искључиво насељеном белим музичарима, Хендрикс је послужио као узор кадру младих црних рокера. Његово постигнуће било је враћање наслова у музички облик који су покренули црни иноватори попут Литл Ричарда и Чака Берија у 1950-им."
Хендрикс је фаворизирао овердрајв појачала с великом запремином и појачањем. Био је од велике важности за развој претходно непожељне технике повратних информација о појачавању гитаре и помогао је популаризацији употребе вах-вах папучице у мејнстрим року. Он је одбацио стандардну технику убризгавања барохвата коју користи већина гитариста користи да палцем искрца коренске ноте са 6. жице. Применио је ову технику током почетних тракова на „Little Wing”, што му је омогућило да одржи коренску ноту акорда истовремено свирајући мелодију. Ова метода је описана као клавирски стил, са палцем који свира као лева рука пијаниста, а остали прсти свирају мелодију као десна рука.
Након што је провео неколико година у трију, развио је способност свирања ритам акорда и оловних линија заједно, што даје аудио утисак да је наступало више од једног гитариста. Био је први уметник који је уградио стереофонске ефекте фазе на снимцима рок музике. Холи Џорџ Ворен из Rolling Stone-a написала је: "Хендрикс је започео употребу инструмента као електронског извора звука. Гитаристи пре њега експериментисали су са повратним информацијама и дисторзијом, али Хендрикс је те ефекте и друге претворио у контролисани, течни речник, свако мало као блуз с којим је почео."
Током стварања свог јединственог музичког стила гласа и гитаре, Хендрикс је синтетизовао различите жанрове, укључујући блуз, Р&Б, соул, британски роцк, америчку народну музику, рокенрол 1950-их и џез. Музиколог Дејвид Московиц нагласио је важност блуз музике у Хендриксовом стилу свирања, а према ауторима Стивен Робију и Бреду Шрајберу, "[он] је истраживао спољне домете психоделичног рока". Његов утицај је видљив у разним популарним музичким форматима, а значајно је допринео развоју хард рока, хеви метала, фанка, пост-панка, гранџа, и хип хоп музике. Његов трајни утицај на савремене гитаристе тешко је увидети; други су његове технике и начин доставе имитирали. Упркос ужурбаном распореду турнеје и злогласном перфекционизму, он је био плодан уметник за снимање који је иза себе оставио бројне необјављене снимке. Више од 40 година након његове смрти, Хендрикс је и даље популаран као и увек, с годишњом продајом албума која је била већа од било које године током његовог живота.
Хендрикс је утицао на бројне уметнике функ и функ рока, укључујући Принса, Џорџа Клинтона, Џона Фрушантеа, RHCP-а, Едија Хејзела из Функаделика и Ернија Ајзлија из браће Ајзли. Гитарсти из гранџа, као што су Џери Кантрел из Alice in Chains, и Мајка Мекрејдија и Стоун Гошард из Pearl Jam, навели су Хендрикса као утицај. Хендриксов утицај проширио се и на многе хип хоп извођаче, укључујући De La Soul, A Tribe Called Quest, Digital underground, Beastie Boys и Run-D.M.C.
Мајлс Дејвис је био дубоко импресиониран Хендриксом, па је упоредио Хендриксове импровизацијске способности са способностима саксофониста Џона Колтранеа. Хендрикс је такође утицао на индустријског уметника Мерилин Менсона, блуз легенду Стивија Реј Вонa, Ренди Хансена, Јулај Џона Рота, Ајс Фрејлија из Kiss-a, Кирка Хамета из Металике, Бреда Витфорда, Ричи Фолкнера, инструменталног рок гитаристу Џоа Сатријанија, Дејвида Боувија. Ингви Малмстен је рекао: „[Хендрикс] је створио модерно електрично свирање, без питања ... Био је први. Он је све започео. Остало је историја.”

## Дискографија
The Jimi Hendrix Experience
- Are You Experienced (1967)
- Axis: Bold as Love (1967)
- Electric Ladyland (1968)

Jimi Hendrix/Band of Gypsy
- Band of Gypsys (1970)

Албуми после смрти
- The Cry of Love (1971)
- Rainbow Bridge (1971)
- War Heroes (1972)
- Loose Ends (1974)
- Crash Landing (1975)
- Midnight Lightning (1975)
- Nine to the Universe (1980)
- Radio One (1988)
- First Rays of the New Rising Sun (1997)
- South Saturn Delta (1997)
- Valleys of Neptune (2010)
- People, Hell and Angels (2013)